# Asalto a la comisaría del distrito 13
Assault on Precinct 13 (en España Asalto a la comisaría del distrito 13; en Argentina y Chile, Asalto a la prisión 13; en México, Masacre en la crujía 13) es una película estadounidense de 1976 escrita, dirigida y editada —acreditado como John T. Chance—. por John Carpenter. Está protagonizada por Austin Stoker como un oficial de policía que defiende una comisaría frente al ataque de una pandilla de criminales, y Darwin Joston como un asesino convicto que lo ayuda. Laurie Zimmer y Tony Burton coprotagonizan la cinta.
Se trata del segundo largometraje dirigido por Carpenter y en la actualidad está considerado un título de culto que ofrece guiños a las películas Río Bravo, dirigida por Howard Hawks en 1959 —en el guion—, y a La noche de los muertos vivientes (Night of the Living Dead, 1968) dirigida por George A. Romero en 1968 —en el primer ataque durante el asedio—. Es el top 23 de las 100 mejores películas de acción de todos los tiempos por GQ.

## Sinopsis
La historia se sitúa en una comisaría situada en Los Ángeles. Un oficial de la patrulla de carreteras se dirige al lugar para supervisar el traslado de los últimos efectivos y materiales que quedan allí, ya que la misma está por cesar sus operaciones. A pesar de todo, un vehículo con tres prisioneros pide asistencia para pasar allí la noche ya que uno de los prisioneros está gravemente enfermo. En el furgón viaja también un criminal, apodado Napoleón Wilson, un hombre de fuerte carácter dotado de una personalidad irónica y perspicaz. 
A esta situación se añade la de un padre vengativo, que ha matado a un miembro de un grupo de pandilleros local por matar a su hija pequeña, lo que hace que sus compañeros inicien la persecución del hombre que se refugia en la comisaría. En su interior quedan unos pocos agentes de policía, los reclusos y unas pocas municiones. Ante la amenaza procedente del exterior, ya que los pandilleros están decididos a que nada ni nadie les impida vengar a uno de los suyos, quienes permanecen en el interior de la comisaría deben hacer causa común. De este modo los roles, entre policías y criminales que están en la comisaría del distrito, cambian debiendo unirse para sobrevivir a la amenaza que les aguarda.

## Reparto
- Austin Stoker - Ethan Bishop
- Darwin Joston - Napoleón Wilson
- Laurie Zimmer - Leigh
- Martin West - Lawson
- Tony Burton - Wells
- Charles Cyphers - Oficial Starker
- Nancy Loomis - Julie
- Henry Brandon - Chaney
- Kim Richards - Kathy
- Peter Bruni - Vendedor de helados
- John J. Fox - Warden
- Frank Doubleday - Pandillero jefe

## Producción
El director John Carpenter fue contratado por J. Stein Kaplan para hacer una película de explotación con menos de 100 000 dólares de presupuesto pero con total control creativo. Carpenter escribió The Anderson Alamo, inspirado en el wéstern de Howard Hawks Río Bravo y en la película de horror de George A. Romero La noche de los muertos vivientes (Night  of the Living Dead, 1968). Pese a la controversia generada por su violencia explícita, especialmente en la escena en la que una pequeña niña es asesinada de un tiro en el pecho, la película recibió la clasificación R y se estrenó en los Estados Unidos el 3 de noviembre de 1976.
La película sirvió al realizador neoyorquino para darse a conocer debido, con el paso del tiempo, a su notable éxito de taquilla y que definió su carrera dentro del género fantástico de serie B. Aunque sea considerado una película de culto, demuestra la capacidad que tiene el director para crear una atmósfera tensa que sería una constante en títulos posteriores, con el añadido de la banda sonora —también compuesta por Carpenter— que hace que el espectador entre fácilmente en el ambiente. Los actores son la mayoría desconocidos como Austin Stoker, el malogrado Darwin Jonston o Laurie Zimmer quien no volvió a trabajar en el cine.

## Recepción
Asalto a la comisaría del distrito 13  logró inicialmente críticas diversas y números poco impresionantes en taquilla. Sin embargo, cuando se estrenó en 1977 en el Festival de Cine de Londres recibió una excelente crítica por parte del director del festival, Ken Wlaschin, lo que la llevó a ganar mucha popularidad en el resto de Europa. Con los años se convirtió en una película de culto, siendo considerada una de las mejores películas en toda la carrera de Carpenter, a pesar del escaso presupuesto.
Una nueva versión —Asalto al distrito 13 / Masacre en la cárcel 13 (Assault on Precinct 13)— se estrenó en el año 2005, dirigida por Jean-François Richet y protagonizada por Ethan Hawke y Laurence Fishburne.